# Séamus McGrath

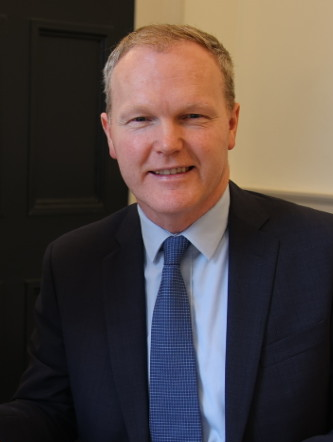
Séamus McGrath (2024)

Séamus McGrath (* 1973 oder 1974 in Cork) ist ein irischer Politiker der Fianna Fáil und seit dem 18. Dezember 2024 Abgeordneter Teachta Dála im Unterhaus des Oireachtas.

## Leben
Séamus McGrath ist der Bruder des EU-Kommissars Michael McGrath. Er graduierte am University College Cork in Betriebswirtschaft. Nach dem Studium arbeitete er für die Garda Síochána. 2007 wurde er erstmals in den Cork County Council  gewählt. 2024 trat er dann erstmals bei den Wahlen zum Dáil Éireann 2024 für die Fianna Fáil im Wahlkreis Cork South Central an und konnte einen Sitz im Dáil Éireann erringen.

## Privates
Séamus McGrath ist mit Gayle verheiratet, mit der er drei Töchter hat.